# 火星探测

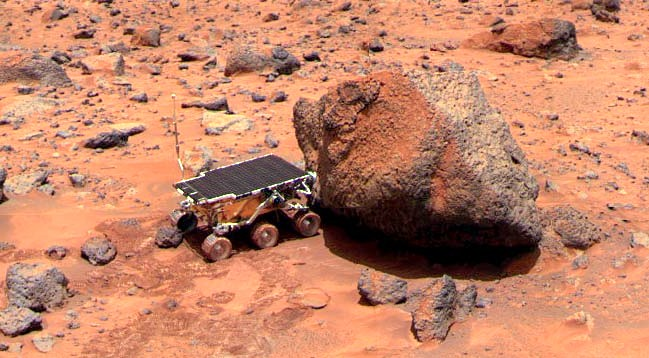
旅居者（英文：Sojourner）用Alpha質子X射線光譜儀測量"Yogi"岩石

火星探測是指人類透過向火星發射空間探測器，對該行星進行科學探測的活動。這項科學探索始於17世紀初期，當時天文學家首次透過望遠鏡對火星進行系統性觀測。隨著太空時代的來臨，火星探測進入實質性階段。
1965年7月14日，美国国家航空航天局發射的水手4號探測器成功飛掠火星，成為首個傳回火星近距離影像的太空任務，揭開了火星探測的新篇章。1971年，蘇聯火星3號任務取得重大突破，其登陸器於同年12月2日實現人類首次火星軟著陸，並在著陸後短暫傳回數據約14.5秒後失去聯繫。美國隨後在1976年9月3日透過維京1號登陸器成功實現火星表面著陸，該任務不僅傳回首張火星地表彩色照片，更展開為期六年的科學探測工作。
火星探測任務的成功率約為40%，早期任務尤其面臨諸多挑戰。然而，部分任務表現超出預期，例如火星探測漫遊者計劃中的「勇氣號」和「機會號」火星車，原定設計壽命僅90天，最終分別運作了6年和14年，大幅拓展了人類對火星地質與氣候的認知。
進入21世紀後，火星探測活動更趨活躍。2021年5月15日，中國國家航天局的天問一號任務搭載的祝融號火星車成功著陸烏托邦平原，使中國成為繼美國之後第二個成功在火星表面部署並運行巡視探測器的國家。根據《自然》期刊報導，此次任務標誌著亞洲國家首次獨立完成火星著陸任務，具有重要里程碑意義。
當前火星表面有兩輛運作中的探測車：美國的「好奇號」和「毅力號」。其中「毅力號」搭載的「機智號」直升機於2021年4月19日完成首次動力飛行，成為首個在地外星球實現受控飛行的航空器，直至2024年1月完成第72次飛行後退役。軌道上則有七個探測器持續進行全球觀測，包括火星奧德賽號、火星快車號、火星偵察軌道器等，構成了一個國際合作的火星探測網絡。
火星探测的近期未來計劃聚焦於2030年前后实施的火星樣本取回任務，如由美国国家航空航天局與欧洲空间局合作的任務，計劃將「毅力號」收集的岩芯樣本送回地球進行詳細分析；以及中国國家航天局规划的天问三号樣本取回任务。火星探测的长期目标则是載人火星任務，為此正在測試原位資源利用技術，如「毅力號」搭載的MOXIE實驗裝置已成功從火星大氣中提取氧氣。

## 現狀

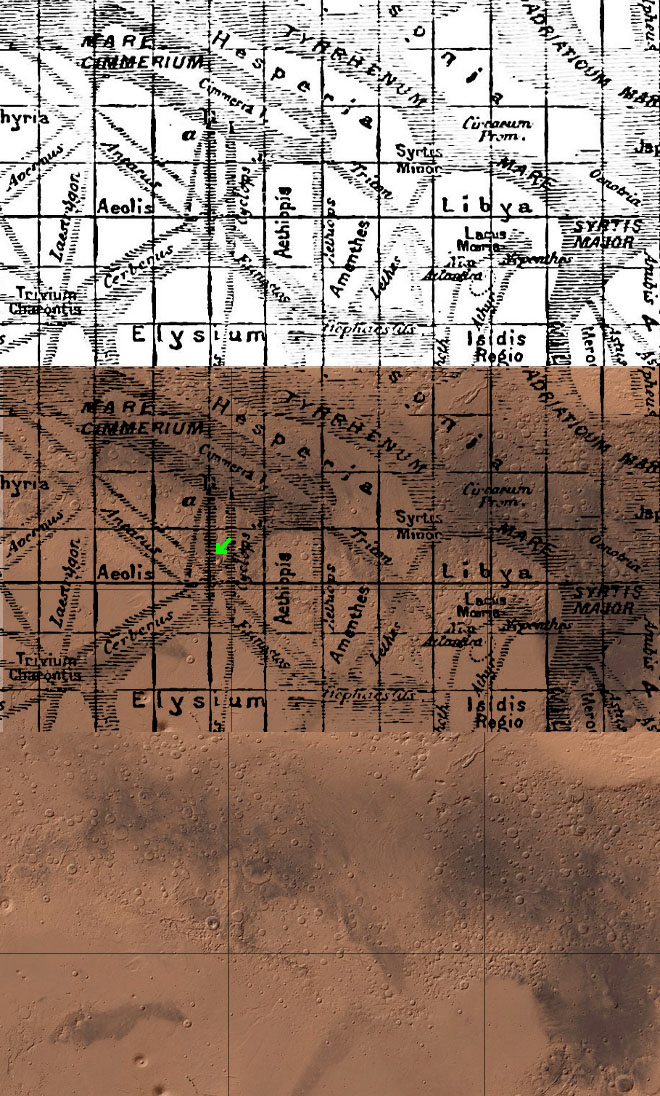
19世紀的斯基亞帕雷利手繪的火星地圖，以及現代攝影的火星地圖，夾在中間的是兩者混合的圖片

在2018年6月10日，機會號火星漫遊車停止工作，留下火星科學實驗室，也就是好奇號和毅力號繼續在火星上工作。同時，在軌道上還有 2001火星奧德賽號 、火星快車號 、火星偵察軌道衛星、火星勘测轨道飞行器、 火星大氣與揮發物演化任務和火星微量氣體任務衛星等6艘太空船，它們提供了關於火星的大量資訊。固定在表面的"洞察號"正在調查火星的深層內部。目前还沒有火星采样返回任务，而嘗試探測火星衛星福伯斯並攜回標本的福布斯－土壤在2011年已經失敗。
另有3個火星探測計畫自2020年开始進行，包括美國國家航空暨太空總署的火星2020探測車任務、中國的天问一号、阿拉伯聯合大公國的希望号火星探测器。而俄羅斯和歐洲太空總署合作的ExoMars罗莎琳德·富兰克林探测车將推遲至2028年發射。

## 概述
火星是太陽系八大行星之一，離太陽由近至遠的次序排列為第四顆。在太陽系八大行星之中，火星也是距離地球第二近的行星（最近的是金星）。大约每隔26个月就會發生一次火星冲日，地球與火星的距离在衝日期間會達到極小值，通常不足1億公里，而在火星發生大衝時，距離甚至不足6000萬公里。火星冲日意味著，這时可以使用較小花費將探測器送往火星，火星探測通常也會利用此天文現象來運作。
目前為止，已經有超過30枚探測器到達過火星，它們對火星進行了詳細的考察，並向地球發回了大量數據。然而人類的火星探測之路也充滿了坎坷，大約三分之二的探測器，尤其是早期發射的探測器，都沒能成功完成任務。 但是火星對於人類卻有一種特殊的吸引力，因為它是太陽系中最近似地球的天體之一。 火星赤道平面與公轉軌道平面的交角非常接近於地球，這使它也有類似地球的四季交替，同時，火星的自轉週期為24小時37分，這使火星上的一天幾乎和地球上的一樣長。
具有重要意義的成功發射
| 發射日期       | 國家 | 名稱           | 任務      | 特殊意義                                                                         |
| -------------- | ---- | -------------- | --------- | -------------------------------------------------------------------------------- |
| 1964年12月28日 | 美国 | 水手4号        | 掠過      | 第一枚掠过火星并发回探测数据的探测器                                             |
| 1971年5月28日  | 苏联 | 火星3号        | 著陸      | 第一个成功在火星表面软着陆的着陆器                                               |
| 1971年5月30日  | 美国 | 水手9号        | 環繞      | 第一枚成功进入环绕火星轨道的探测器                                               |
| 1975年8月20日  | 美国 | 維京1號        | 著陸      | 第一枚在火星上着陆，并且成功向地球发回照片的探测器                               |
| 1996年12月4日  | 美国 | 火星探路者号   | 著陸      | 送往火星的第一部火星车旅居者号                                                   |
| 2013年11月5日  | 印度 | 火星轨道探测器 | 環繞      | 印度第一个火星探测任务，成為首次嘗試就成功的國家（歷年來早期火星任務失敗率很高） |
| 2020年7月23日  | 中国 | 天问一号       | 環繞+著陸 | 首个第一次嘗試即成功的火星绕落巡探测任务                                         |

## 歷史
以下列出火星探测的简要概述，面向轨道器和飞越任务。又见登陆火星。
人类使用空间探测器进行火星探测的历史几乎贯穿整个人类航天史。几乎就在人类刚刚有能力挣脱地球引力飞向太空的时候，第一个火星探测器也开始了它的旅程。最早期的探测器几乎都失败了，而火星探测也就是在一次又一次的失败中不断前进。

### 苏联

#### 早期探索

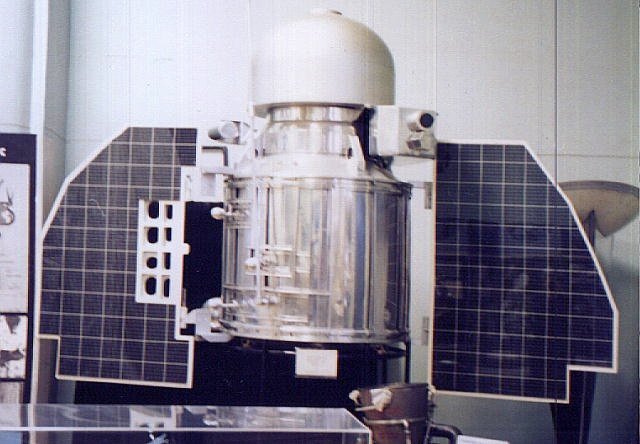
火星1A号火星探测器

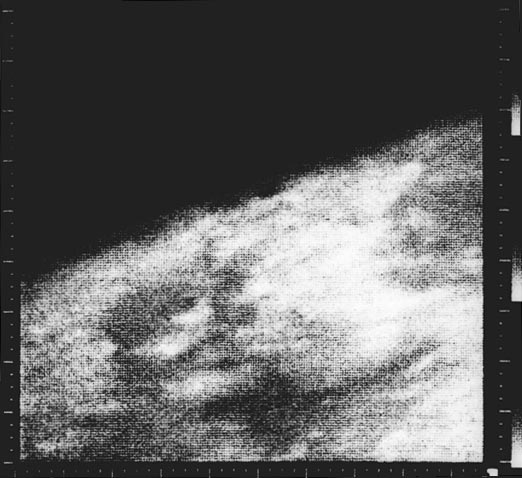
1965年由水手4號所拍攝的火星，是歷史上首張火星近距離照片

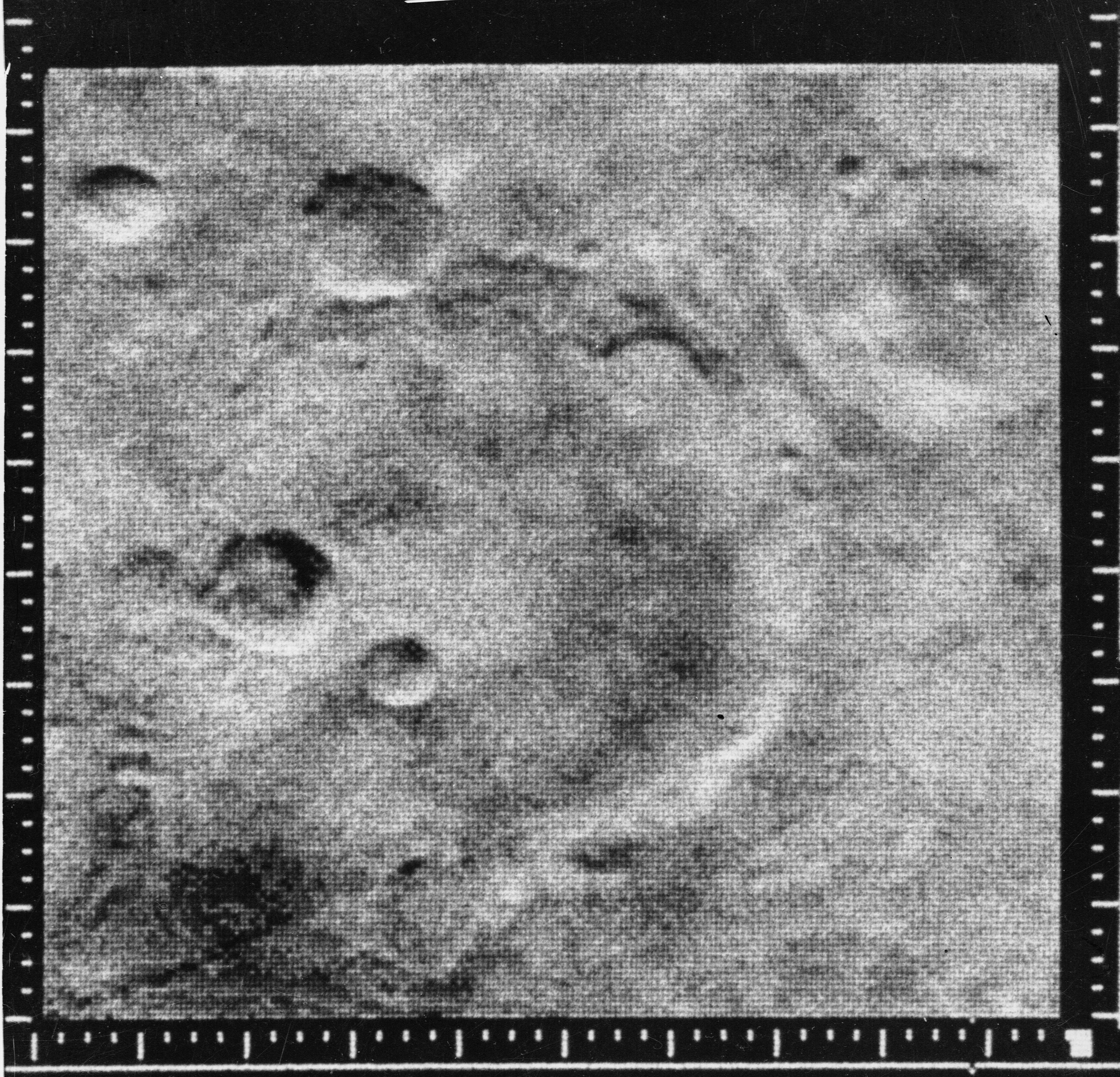
由水手4號所拍攝的法厄同区的水手坑

1960年10月10日，苏联向火星发射了第一枚探测器火星1A号。紧接着在14日，第二枚火星探测器火星1B号升空。然而这两枚火星探测的先行者却连地球轨道都没能到达。
1962年10月24日，当火星又一次运行到合适的位置时，苏联的第三枚火星探测器火星1C号升空了，然而这次它也是仅仅到达了环绕地球的轨道而已。1962年11月1日，苏联向火星发射了火星1号，这枚探测器成功进入了前往火星的轨道，并且计划于1963年6月19日到达火星，然而1963年3月21日它飞行到距离地球1.06亿千米的距离时，与地面永远失去了通信联系。三天以后，苏联的又一枚探测器升空，这枚探测器同样面临失败的命运，仅仅到达环绕地球轨道，此后火箭未能再次成功点火，两个月后墜入地球大气层烧毁。
1964年11月30日再次向火星发射了探测器，但是这枚探测器再次以失败告终，它虽然最终到达了火星附近，但是却没有能够向地球发回任何数据。
1969年向火星发射了两枚探测器，然而这次甚至比此前的情况更加糟糕，第一枚探测器在发射后7分钟因发动机故障发生爆炸，而另一枚探测器发射后不到1分钟就坠向了地面。

### 美国

#### 水手号探测计划
1964年，美国也先后向火星发射了两枚探测器水手3号和水手4号。水手3号于该年12月5日发射升空，是美国发射的第一枚火星探测器，然而探测器的保护外壳未能按预定计划成功与探测器分离，导致太阳能板未能打开，于发射8小时后电池耗尽，与地面永远失去了通信联系，并导致探测器偏离轨道，估计距火星数百万英里处掠过，任务失败。水手4号于该年12月28日发射升空，这是有史以来第一枚掠过火星並发回探测数据的探测器，于1965年7月14日在火星表面9800千米上空掠过火星，向地球发回了21张照片，此后又在环绕太阳轨道上花费三年时间对太阳风进行探测。水手4号发回的数据表明火星的大气密度远比此前人们认为的稀薄，也沒有發現磁場或輻射帶。這些新數據促使天文學家修改後續的火星研究設計，也顯示火星上存在生物的可能性比先前預測的還低。1969年美国向火星发射了水手6号和水手7号。前者于2月24日发射升空，7月31日抵达火星。后者于3月27日发射升空，8月5日抵达火星。这两枚探测器携带有更先进的仪器和通讯设备，它们成功掠过火星，对火星大气成分进行分析，並傳回大量照片。

### 1970年代

#### 苏联
1971年苏联向火星发射了三枚探测器。第一枚探测器于5月10日发射，包括一个轨道器和一个着陆器，尝试在火星表面着陆，但实际上它仅仅到达了环绕地球轨道。按照计划，探测器应该在地球轨道上停留1.5小时，然后点火向火星进发，但是由于失误，它的计时器要等上1.5年向火箭发出这个点火指令，这枚探测器后来被称为宇宙419号，因为苏联事后否认这枚探测器将要前往火星。

##### 火星2号、3号首次抵达表面
火星2号和火星3号是苏联1971年当年发射的另外两枚火星探测器，它们与宇宙419号的设计几乎完全相同，各由一个环绕火星的轨道器和一个着陆器组成，分别于5月19日和5月28日发射升空。火星2号于11月27日到达火星，成功进入环绕火星轨道，并释放着陆器，但着陆器降落伞未打开而在火星表面坠毁，这是有史以来第一个成功抵达火星的人造物。火星3号于12月2日到达火星，成功进入环绕火星轨道，并释放着陆器，其着陆器成为有史以来第一个成功在火星表面软着陆的探测器，取得了空前的成功，虽然它仅仅在火星上工作了14.5秒，甚至没能发回一张完整的照片就永远与地球失去了通信联系。火星2号和3号的轨道器在火星轨道上工作了近9个月之久，从1971年12月至1972年3月期间发回一个比较大量的数据，传输持续至1972年8月22日。1972年8月22日发回数据和共有60张的照片之后，火星2号和3号结束了使命。这些图像和数据创建了表面地形图，并给出火星引力和磁场的信息。
苏联在1973年连续向火星发射了四枚探测器，但是都没有完成它们的探测任务。除了火星7号外所有任务都发回了数据，其中火星5号是最成功的。火星4号于1973年7月21日发射升空，火星5号于1973年7月25日发射升空，它们分别于1974年2月10日和1974年2月12日到达火星附近，火星4号没能成功进入环绕火星轨道，而火星5号则在进入环绕火星轨道不久后就丢失了。火星4号在的2200公里范围飞过行星返回一位幅图片和无线电掩星观测数据，这些数据构成火星上的夜侧电离层的有史以来第一个检测。在发射机外壳加压损失结束使命之前，火星5号传送回60幅图像。火星6号和火星7号都携带有轨道器和着陆器，它们分别于1973年8月5日和1973年8月9日发射升空，然后分别于1974年3月12日和1974年3月9日到达火星附近，火星6号的着陆器成功进入了火星大气层并打开了降落伞，然后就丢失了，而火星7号甚至还没进入环绕火星轨道并在距离火星1300公里处就丢失了。

#### 美国
1971年美国向火星发射了两枚探测器，尝试进入火星轨道，环绕火星飞行，以获取火星的高清晰照片。5月8日，水手8号发射升空，几分钟后因火箭故障坠入了大西洋。5月30日，水手9号发射升空，这是有史以来第一枚成功进入环绕火星轨道的探测器，取得了空前的成功。水手9号于1971年11月14日到达火星，在火星轨道上工作了将近一年之久，发回了7329张照片，覆盖了火星表面超过80%的部分，同时还对火星的两颗卫星进行了探测。

##### 維京號探测计划
美国国家航空航天局的維京號探测计划是有史以来最为成功的火星探测计划之一。它们由两部分组成，一个轨道器和一个着陆器。維京1號于1975年8月20日发射升空，轨道器于1976年6月19日进入环绕火星轨道，着陆器于1976年7月20日在火星表面成功着陆。海盗2号于1975年9月9日发射升空，轨道器于1976年8月7日进入环绕火星轨道，着陆器于1976年9月3日在火星表面成功着陆。維京1號成为第一枚在火星上着陆，并且成功向地球发回照片的探测器。海盗1号的轨道器在轨道上一直工作到1980年8月17日，而着陆器使用核能作为电力来源，在火星表面正常工作超过六年，直到1982年11月13日错误指令导致失去通信联系为止。維京2號的轨道器在轨道上一直工作到1978年7月25日，而着陆器在火星表面正常工作了三年多的时间，直到1980年4月11日电池故障导致通讯联系中断。海盗号火星探测计划总共向地球发回了数万张高清晰照片。在很长一段时间内，海盗1号都是在火星表面存活时间最长的纪录保持者，直到2010年5月19日才由机遇号以2246个任务日的运转打破了海盗1号2245个任务日的纪录。
| 維京1號着陆点 (1978-02-11).維京1號着陆点 (第一张彩照, 1976-07-21).維京2號着陆点 (第一张彩照, 1976-09-05).維京2號着陆点 (1977-09-25).維京2號着陆点的霜 (1979-05-18).維京1號地点克里斯平原的火星日落 (1976-08-20). |

着陆器任务的主要科学目标是寻找生物迹象信号，观察火星气象学的、地震学的和磁学的性质。海盗登陆器上的生物实验的结果仍然没有定论，在2012年发表的一个重新分析海盗数据表明火星上有的微生物生命迹象。
| 在德羅摩爾撞擊坑的洪水侵蚀.在欧克西亚沼区泪滴型的岛屿.在月沼区流线型的岛屿.位于Lunae Palus的冲刷图案. |

海盗轨道器揭示大洪水刻深的山谷，侵蚀沟槽进入基岩，并且旅行数千公里。在南半球支流的区域，表明曾经有过降雨落下

### 1980年代
苏联
以火卫一的名字命名的福波斯1号和福波斯2号探测器分别于1988年7月7日和1988年7月12日发射升空，这是继1973年失败后，苏联又一个火星探测计划。然而尽管相隔15年之久，这两颗探测器依然没能逃脱失败的命运，福波斯1号于1988年9月2日在飞往火星的途中失去联系，而福波斯2号则在1989年3月27日探测器进入环绕火星轨道后不久与地球失去了通信联系，它所携带的着陆器也没能在火星表面着陆。

### 1990年代

#### 美国

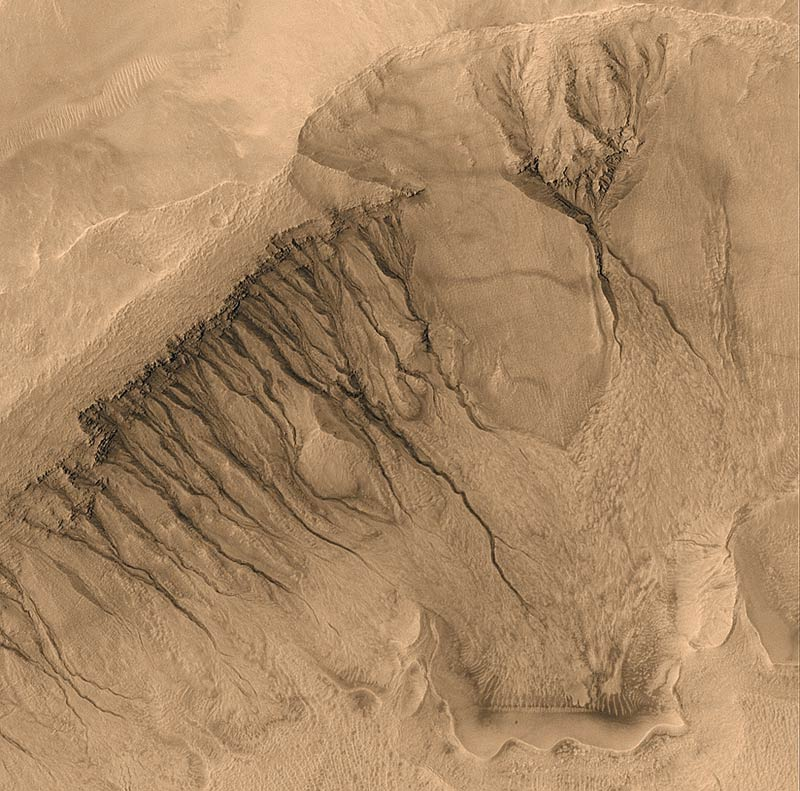
火星全球勘测者所拍攝的照片

经过多次推迟，美国的火星观察者探测器于1992年9月25日发射升空，开始了它前往火星的旅程。一切似乎进展得相当顺利，然而1993年8月21日，就在它几乎就要到达火星，准备点火进入环绕火星轨道时，与地球失去了通信联系。1996年11月7日火星全球勘测者探测器发射升空，这枚探测器持續運作了10年，最後在2006年11月2日失去訊號聯絡，它是最成功的火星任務之一。1997年7月4日美国的火星探路者号火星表面克里斯平原和阿瑞斯峽谷的交界附近着陆。它携带了名为为旅居者号的小型的10.6（23磅）轮式机器人的火星车，这是人类第一部正常工作的火星车。1998年12月11日发射的火星气候探测者号 以失败告终。1999年1月3日发射的火星极地登陆者和其搭载的深空2号，則以失敗告終。

#### 日本
1998年7月3日发射的希望号探测器以失败告终。

#### 俄羅斯
1996年12月16日，俄罗斯发射了火星96号探测器，探测器进入地球轨道后未能成功点火进入前往火星的轨道，不久后在坠入太平洋而宣告失败。

## 2000年以来

### 美国火星奥德赛号
2001火星奧德賽號于2001年4月7日在卡納維拉爾角空軍基地由三角洲二號運載火箭發射成功，2001年10月24日2:30 a.m. UTC到達火星軌道，進行氣阻減速以進入環繞火星軌道。2002年1月氣阻減速完成，同年2月19日開始科學任務。
NASA已經開始進行第3個為期兩年，至2010年9月為止的延伸任務以觀測火星南北極冰冠、雲、沙塵暴等現象，以了解火星表面不同時間的改變，以及對火星表面礦物的測繪能有更好的結果。2008年9月30日衛星花6分鐘點燃助推火箭改變軌道，好讓紅外線遙測有更佳的結果以測繪火星表面礦物。但是這新的軌道也將使伽馬射線光譜儀因為過熱而無法使用。這次延伸任務也延續了對其他火星任務的支持。一般認為可以繼續使用至2015年。勇氣號和機遇號這兩台火星探測車拍攝的照片和其他資料有85%是以火星奧德賽號作為通訊中繼衛星送回地球的，且火星奧德賽號每天可以各一次聯絡這兩台探測車。衛星也協助探測未來探測車和已於2008年5月登陸的鳳凰號火星探測器分析可能登陸地點的安全性。奧德賽號協助2006年3月到達的火星偵察軌道器在進行氣阻減速（aerobraking）時觀測火星大氣層的狀況。

### 欧盟火星快车
火星快車號包括兩個部份：火星快車號衛星與小獵犬2號登陸器，不過小獵犬2號後來失去聯繫，任務失敗。火星快車號後來在火星大氣層內發現甲烷。雖然甲烷含量相當少，這對於科學家是極大的鼓舞。因為甲烷從火星大氣層逃逸的速度很快，這代表至今仍有固定的來源向火星大氣層釋放甲烷。因為甲烷的來源可能是微生物，現已計劃判定資料可靠性和探測火星特定地區，希望能找到甲烷的固定來源。

### 美国火星探测漫游者
這項計劃的主要目的是將勇氣號（Spirit, MER-A）和機遇號（Opportunity, MER-B）兩輛火星車送往火星，對火星這顆紅色行星進行實地考察。火星探測漫遊者任務開始於2003年。
火星探测漫游者科学考察任务：
- 搜索和辨识岩石土壤中的水活动迹象，从而分析水导致的矿化过程，如降水、大气中的水蒸汽、沉积岩或热液活动。
- 探测着陆区周围的矿物分布。
- 探测形成当地地貌和化学成分的地质活动，类似的过程可能包括水或风侵蚀、沉积、热液活动、火山活动以及陨石撞击。
- 校准确认火星勘测轨道飞行器的地表观测结果。从而确认火星轨道观测的精度和有效性。
- 搜寻含铁矿物，确认并定量分析含水或水形成矿物，如含铁碳酸盐。
- 通过岩石土壤的矿物学分析和纹理测定其成因。
- 寻找液态水存在时期的环境因素导致的地质学线索。

机遇号正在接近火星

- 评估火星环境能否支持生命的存在。

### 美国火星侦察轨道器
美国国家航空航天局的火星侦察轨道器於2005年8月12日发射升空，前往火星,2006年3月10日進入火星軌道。2006年3月24日，美国国家航空航天局下属的喷气推进实验室公布了火星偵察軌道器发回的火星表面第一批由CTX與MCI所拍攝的高清晰照片。这次拍摄尽管以校准相机为目的，却证明了飞船的探测能力。
從2006年11月開始，火星偵察軌道器將會在兩個地球年的時間之內進行各項科學研究作業，之後的延伸任務將會包括為登陸器與探測車進行通訊與導航資訊傳遞。

### 美国鳳凰號
美國國家航空航天局的鳳凰號於2007年啟程前往火星，在經歷將近一年、6.75 億公里的旅程之後，于2008年5月25日成功登陸火星北極。主要任務是尋找火星土壤中可能存在的生命跡象。
2008年6月19日，NASA宣佈由機器人臂掘開的"渡渡鳥金髮狀毛莨"內，被切成方塊大小叢集的明亮物質，經歷四天就蒸發掉了，強烈的暗示它們是由水冰組成的，因為暴露在外而昇華了。雖然乾冰也會昇華，但在目前的條件下他會以比觀測到的更快的速度進行。
2008年7月31日，NASA宣佈，就如同在2002年由火星奧德賽軌道船的預測，鳳凰號証實了火星上出現的是水冰。一個新的樣品在最初的加熱程序中，當樣品的溫度達到0 °C時，TEGA（熱與蒸發氣體分析儀）的質譜儀偵測到了水蒸氣。液態的水在火星低壓的表面是不可能存在的，只有在最低海拔處可能存在很短的時間。
科學團隊希望能確定是否有足夠的刨冰可以解凍供應生活上的需要，以及這些冰中是否含有生命所需的其他物質與化學成分。
另外，在2008年和2009年初，NASA內部曾爭論鳳凰號登陸時出現在著陸腳架上呈霧狀聚集的小滴是否是水滴。由於在鳳凰號的科學項目中缺乏公眾的與論，這個問題從未出現在NASA的任何新聞報導中。
一位科學家指出，登陸艇為保持平衡的鹽水袋可能在登陸時被加速器飛濺到登陸艇的腳架上，這些鹽份會吸收大氣中的水蒸氣，這可以解釋水蒸氣如何在44天的火星日當中，在火星溫度下降的過程中如何慢慢的蒸發。

### 中国萤火一号
萤火一号探测器作为中俄航天合作项目之一，搭载在俄罗斯的“福布斯-土壤”（Фобос-грунт）探测器中，2011年11月9日凌晨发射。后因福布斯-土壤与运载火箭分离后变轨失败，于2012年1月15日17时45分坠于太平洋海域。

### 好奇号

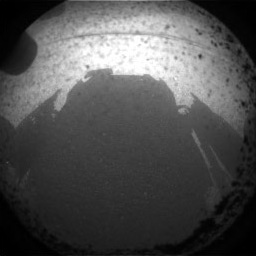
好奇号火星车着陆后拍摄的首张火星地表图片

### 美国好奇号
美国国家航空航天局与麻省理工學院合作的火星科学实验室好奇號火星车已经于2011年11月26日美国东部时间10时02分于从佛罗里达州卡纳维拉尔角空军基地发射升空，启程前往火星，它将在火星表面着陆，并且拥有六个轮子，拥有前所未有的机动性能，并且使用核能提供电力，至少在火星表面工作一个火星年的时间。同时，火星科学实验室还将携带各种先进的仪器，它将配有200万像素的主照相机，配合10倍光学变焦镜头和三色真彩色感光能力，将可以拍摄到超高清晰度的全景照片，同时这部相机还将内置MPEG-2硬件影片压缩能力，可以拍摄每秒10畫格的高清晰影片，相机本身将配有至少256MB内存和8GB闪存以暂时保存拍摄的照片和影片。好奇號成功在2012年8月6日協調世界時05:17於伊奧利亞沼著陸。降落地点（名为“布拉德伯里着陆”）的坐标为：(4°35′22″S 137°26′30″E / 4.5895°S 137.4417°E)

### 印度火星轨道探测器
印度的火星軌道器任務於印度標準時間2013年11月5日2:38 PM（9:08 UTC）在位於斯里赫里戈达岛的萨迪什·达万航天中心第一發射台以 PSLV-XL C25 型火箭發射。該任務的發射窗口是在同年10月28日後約20日的時間內。火星軌道探測器正式發射倒數計時開始於2013年11月3日06:08 AM，發射成功後結束。本項任務是印度的首個行星際探測任務。2014年9月24日，火星軌道探測器成功進入火星軌道，印度ISRO是繼俄罗斯RSA、美国NASA、欧盟ESA之後第四個成功進行火星任務的太空機構。2022年4月1日，探测器失去联系，任务结束。

### 美国火星大气与挥发物演化任务
美国“火星大气与挥发演化任务”探测器于美国东部时间2013年11月18日13时28分（北京时间19日02时28分）发射升空，它的使命是以前所未有的精度对火星的上层大气进行研究，以帮助科学家揭开火星大气层变得稀薄之谜。“火星大气与挥发演化任务”探测器搭乘“宇宙神Ｖ型”火箭，从佛罗里达州卡纳维拉尔角空军基地冲天而起，踏上10个月的飞往火星之旅。“火星大气与挥发演化任务”探测器项目的花费超过6.7亿美元，旨在调查火星的上层大气，帮助了解火星大气层的气体逃逸对火星气候与环境演变所产生的影响，这也是美国发射的首个专门执行这一使命的探测器。科学家认为，远古火星曾拥有浓厚的大气层，且表面存在大量液态水。但随着时间的推移，火星大气层中的大部分气体逃逸到太空中，表面的液态水也逐渐消失，火星从可能适合微生物生存的行星，最终变成了今天寒冷而荒凉的沙漠世界。2014年9月22日，探測器成功進入火星軌道。

### 美国洞察号
2018年发射的洞察號是一个無人登陸載具，這項任務的目標是將一個裝載有地震儀及熱流偵測器的固定式登陸載具發射到火星表面，研究火星早期的地質演變。

### 阿联酋希望号
2020年7月20日，阿联酋火星探测器“希望号”在日本鹿儿岛县种子岛宇宙中心发射升空。2021年2月9日，希望号进入火星轨道。希望号空间探测器将研究每日和季节性天气周期，低层大气层中的天气事件（例如沙尘暴）以及行星上不同区域的天气变化。 它还将试图找出为什么氢气和氧气会损失到太空中以及其剧烈的气候变化背后的其他可能原因。 该任务由阿联酋工程师团队与国外研究机构合作完成，对阿联酋基于知识型经济做出了贡献。

### 中国天问一号

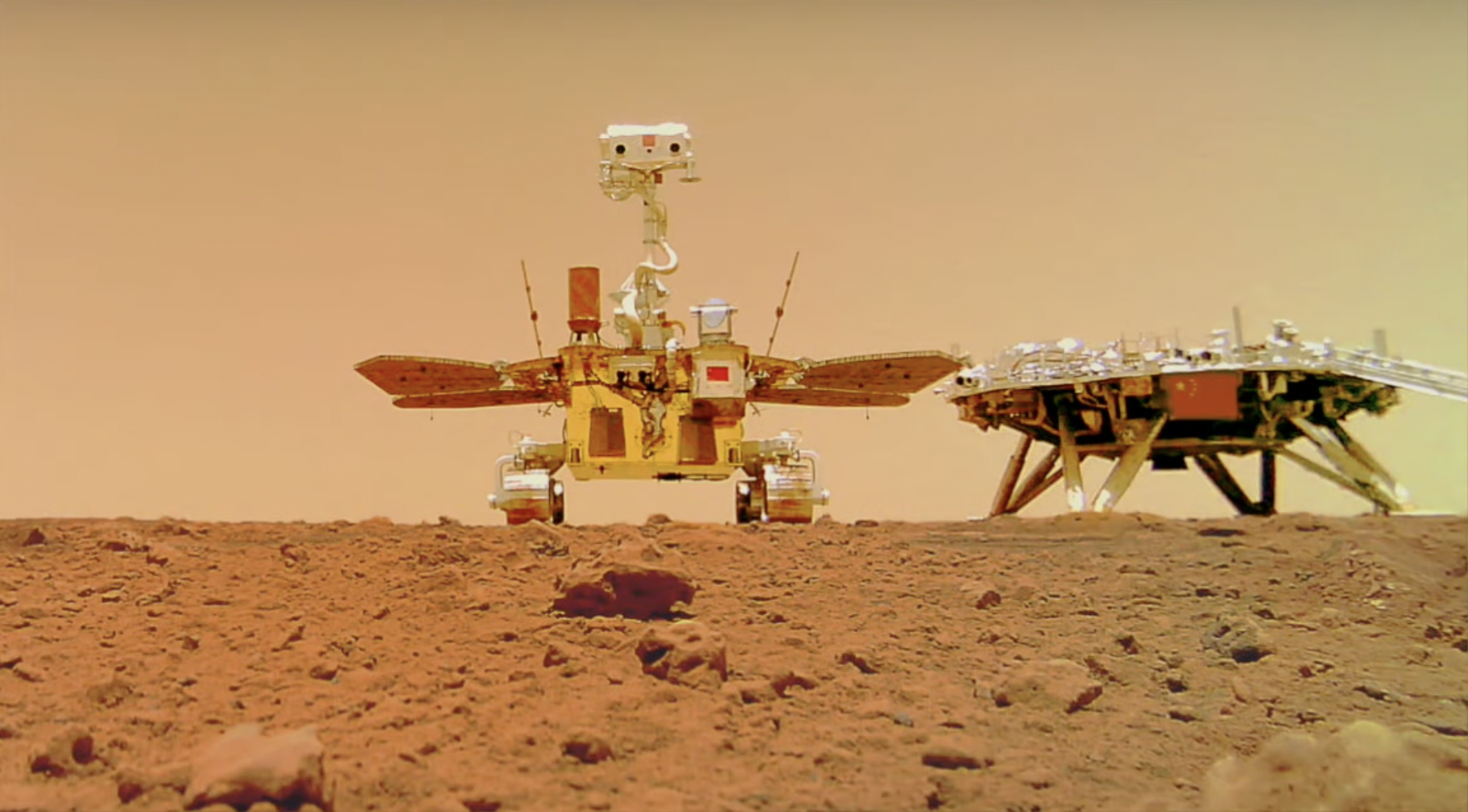
祝融号火星车與登陸器的自拍，由可部署的天问一号遙控相機拍攝。

中国於2020年再次实施火星探测任务，将分成三步，绕、落、巡完成，因为除了美国，其它国家的环绕探测虽然没有发生问题，但着陆过程都失败了，为了保证着陆巡视器顺利完成火星着陆，天问一号需要在进行多轨调整逐渐接近火星之后才能着陆，环绕2至3个月寻找一个非常好的小窗口，让它进入到火星大气。 此前在2011年，中国“萤火一号”，搭乘俄罗斯“福布斯号”首次探索，因火箭没能完成地球轨道转移火星轨道而失败。
”於2020年7月23日由長征五號運載火箭從文昌衛星發射中心發射升空，並於2021年抵達火星，主要為放出探测器着陆火星。中国计划在2030年前后实施小行星探测、火星取样、木星系探测及行星穿越等3次深空探测任务。
2021年2月10日，“天问一号”成功進入火星軌道。。2021年5月15日，天问一号着陆器和祝融号火星车成功在火星烏托邦平原南部著陸。此次著陸也使中國成為繼美国後第二個完全成功登陸火星的國家。

### 毅力号

毅力号火星漫游车

### 美国毅力号
毅力号（英語：Perseverance）是由美国国家航空航天局下属的喷气推进实验室制造，用于火星2020任务中的火星车。该探测器已于美国东部时间2020年7月30日上午7:50（世界协调时11:50）发射，于2021年2月18日（北京時間2月19日上午4時55分）着陆火星。毅力号的外观与好奇号大致相同，携带7种科学仪器，23个摄像头，两个麦克风，任务计划探测耶泽罗撞击坑附近的火星表面。毅力号还携带了一台名为机智号的无人直升机，配合毅力号进行科学研究。机智号於2021年4月19日成功在火星起飛，這是人類首次實現飛行器在其他星球的受控飛行。